# Distrito de Huacachi

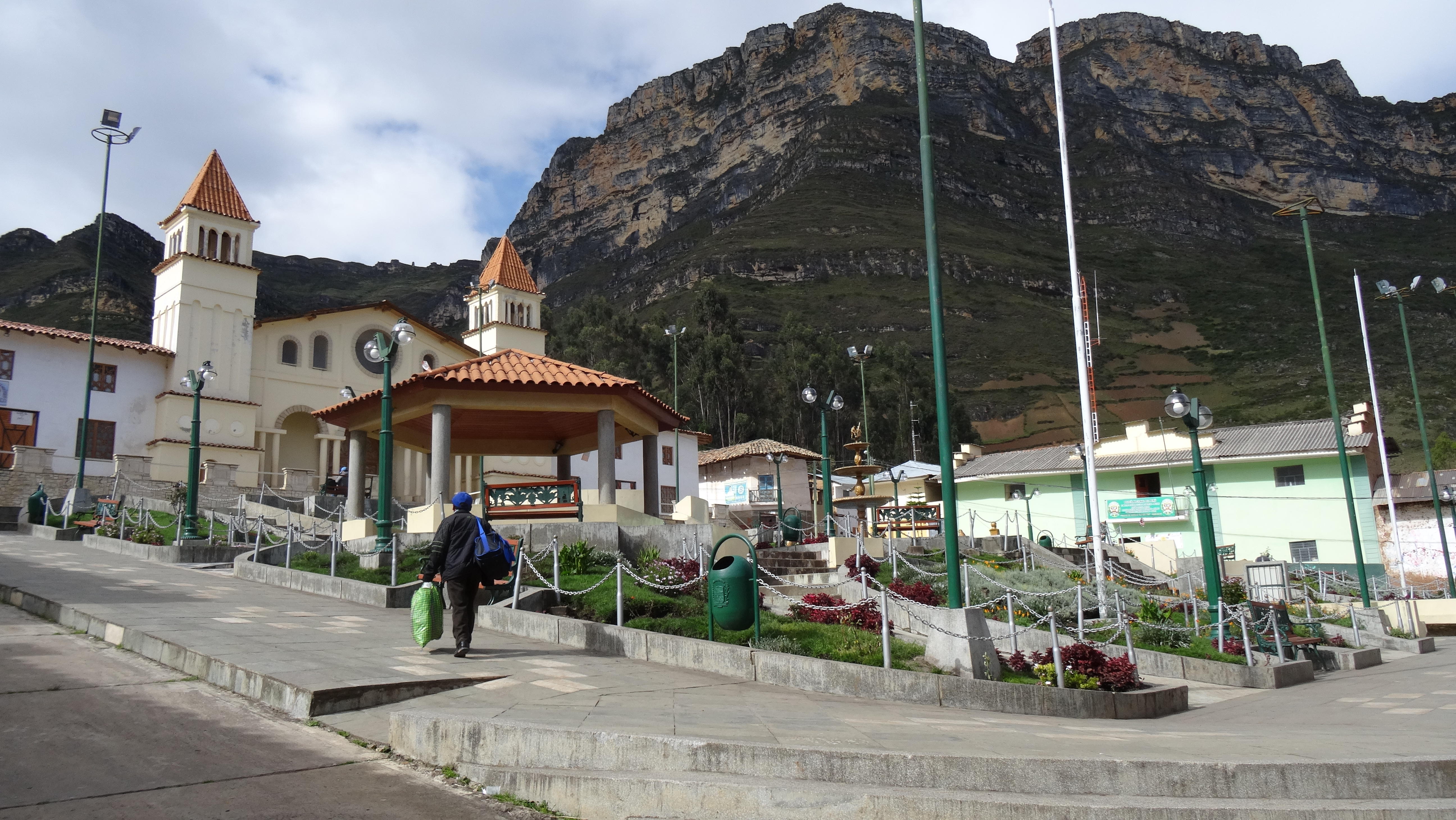
Plaza de Armas de la ciudad de Huacachi desde la esquina noreste. Al fondo el cerro Misionjirca.

El distrito de Huacachi es uno de los dieciséis que conforman la provincia de Huari, ubicada en el departamento de Ancash en el Perú. Limita al Norte con el distrito de Anra por el Sur y el Este con el departamento de Huánuco y por el Oeste con el distrito de Pontó y el distrito de Aczo de la provincia de Antonio Raimondi.

## Toponimia
El nombre de este pueplo deriva de la voz quechua I waqatsiq = que hace llorar.

## Historia

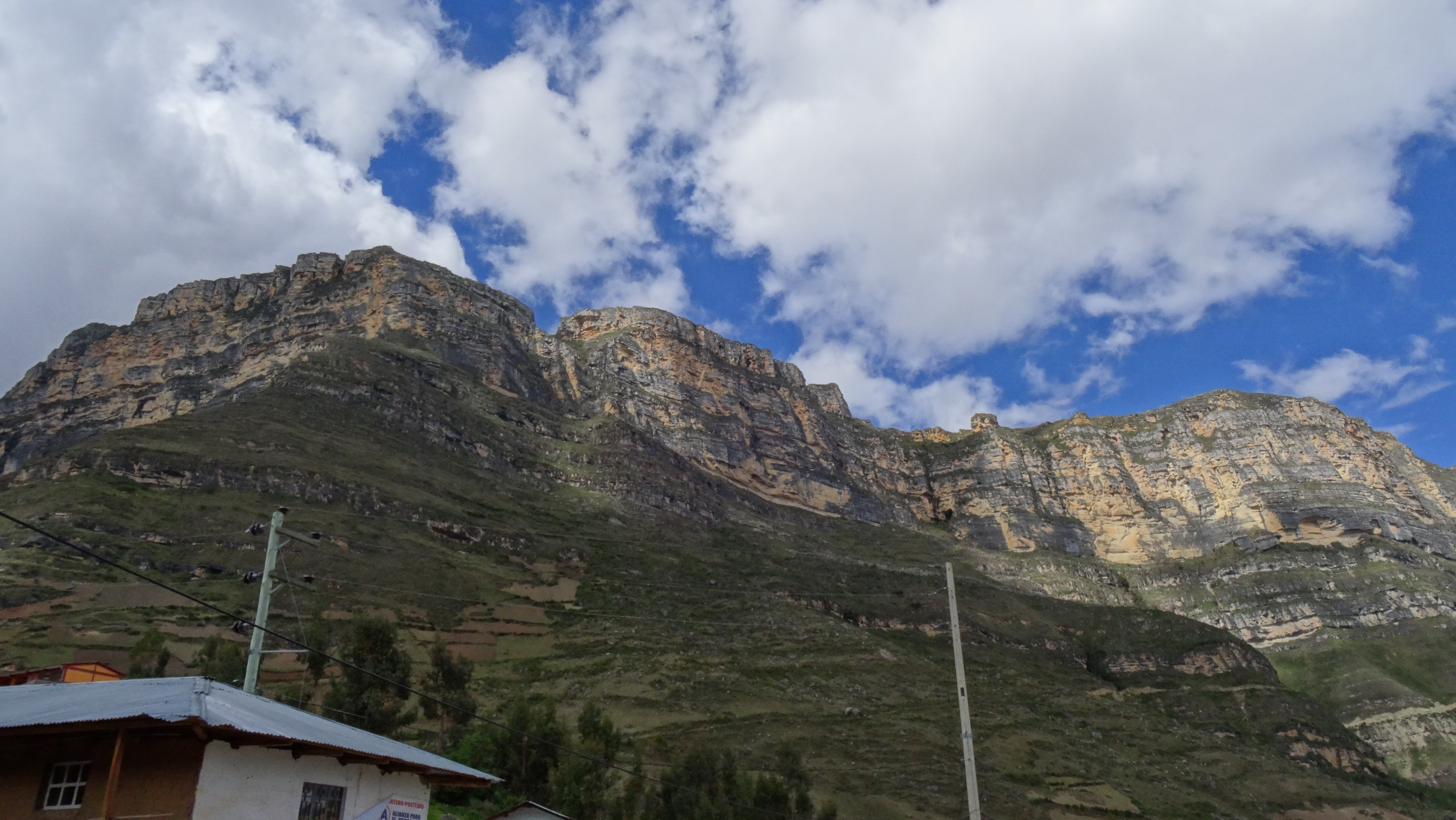
Cerro Misionjirca, cerro tutelar del distrito y de su capital, visto desde el Jr. Tupac Amaru.

La población en tiempos prehispánicos queda evidenciada en sitios arqueológicos como el de Misión Jirca, uno de los sitios más grandes de la cuenca del Puccha. Allí, en la llamada "Iglesia Machay" en una cueva de aproximadamente 7 m de alto y 50 m de profundidad se conservan pinturas rupestres con diseños antropomorfos, zoomorfos, abstractos y geométricos realizados en pigmentos rojos y datados en el Intermedio Tardío.
Los orígenes históricos de Huacachi se remontan a la reunión de tres tribus en la meseta de Chonta Gaga realizada por el español Pedro de la Valencia Jaimes. El término Huacachi derivaría de la palabra quechua wuagache, llorón, y obedecería a la abundancia de lluvias de la zona.
El distrito fue creado por la Ley N.º 2386 del 14 de octubre de 1901, durante la presidencia de Eduardo López de Romaña, abarcando las localidades de Huacachi (cabecera), Vioc, Colcabamba, San Martín de Mara, Ocococha, Tarapacá, La Merced, Quinhuay y Huanhuash.

## Geografía
Con una extensión de 86.70 km² (el 3.13% de la superficie de la provincia de Huari), se encuentra recorrido por los ríos San Jerónimo, Paugar y Chincha, los que nacen en las cumbres de Jachajirca. Siendo el primero mencionado afluente del río Puchka y a la vez formador por dos últimos ríos mencionados.
En el punto tripartito de los distritos de Huacachi, Anra y Singa, se ubica la montaña Gagamachay.

## Capital

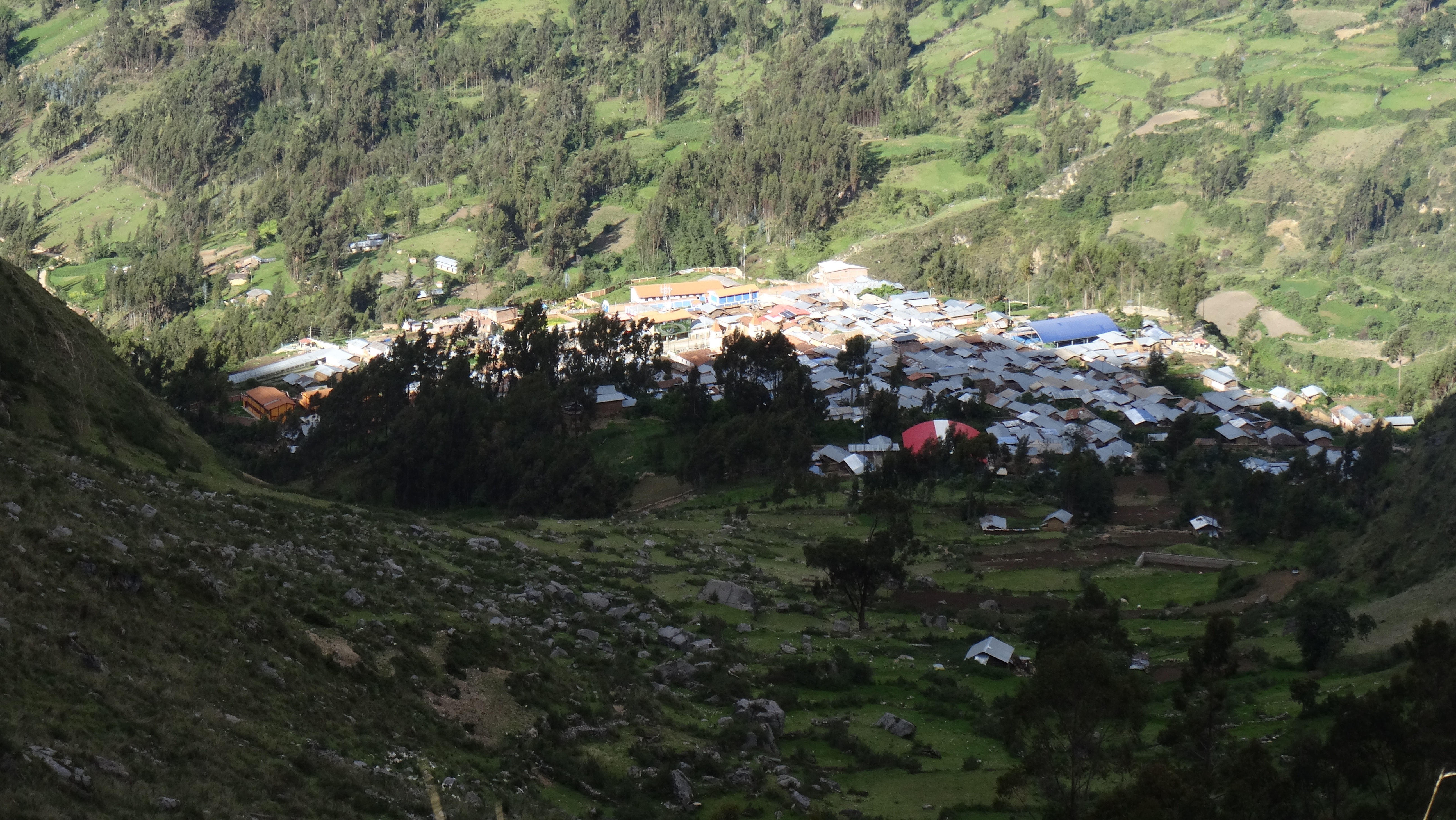
El núcleo urbano y capital del distrito de Huacachi, la ciudad homónima visto desde el suroeste en el camino al cerro San Cristóbal.

La capital del distrito de Huacachi es la localidad homónima, que también es el núcleo urbano distrital, ubicado al pie del flanco sureste del cerro Misionjirca, a una altitud promedio de 3507,3 m s. n. m. Solo dentro de la provincia de Huari es la capital a nivel distrital de mayor altitud por encima de los 15 restantes núcleos urbanos.

## Autoridades

### Municipales
- 2019-2022: 
  - Alcalde: Dionicio Alejandro Paucar Alarcón.

## Galería
- Wikimedia Commons alberga una categoría multimedia sobre Distrito de Huacachi.